# Walter Busch (Politiker)
Walter Busch (* 30. März 1918 in Bremen; † 22. Juli 1986 ebenda) war ein deutscher Politiker (SPD) und Mitglied der Bremischen Bürgerschaft.

## Biografie
Busch erlernte den Beruf eines Buchdruckers. Er war später als Verwaltungsangestellter bis zur Pensionierung im Jugendamt in Bremen tätig.
Er wurde Mitglied der SPD und war aktiv und im Vorstand des SPD-Ortsvereins Horn-Achterdiek. Von 1960 bis 1963 war er als Nachfolger von Helmut Jolk Mitglied der 5. Bremischen Bürgerschaft und dort Mitglied verschiedener Deputationen.
Danach war er Mitglied im Beirat Bremen-Horn-Lehe und dort längere Zeit bis 1976 Beiratssprecher (Nachfolger: Diederich Menke (CDU)). Busch und die SPD-Fraktion konnten 1979 bewirken, dass Gerd Stuchlik (SPD) vom Senat zum Ortsamtsleiter in Horn-Lehe ernannt wurde.
Busch war verheiratet und hatte Kinder.